# リバース・エッジ (1986年の映画)
『リバース・エッジ』（原題：River's Edge）は1986年のアメリカ映画。
キアヌ・リーヴス主演。殺人事件を起こした仲間を匿う、若者達を描いたヒューマンドラマ。

## 製作
本作に出演したキアヌ・リーヴスとデニス・ホッパーは、後に『スピード』でも共演している。
1981年のカリフォルニア州ミルピタスで、実際に起きた恋人殺害事件を、新聞で呼んだニール・ヒメネスが脚本の参考にした。

### 評価
1986年のモントリオール世界映画祭、トロント国際映画祭で公開された。
1988年のインディペンデント・スピリット賞で、製作のミッジ・サンフォードとサラ・ピルスバリーがベストフィーチャー賞を獲得した。
また同年、アメリカ合衆国西部ペンセンター文学賞で、ニール・ヒメネスが脚本賞を獲得した。

## ストーリー
ジョンは「うるさかった」という理由で仲間内のジェイミーを河原で殺害する。
自転車に乗った少年ティムは、ジョンが死体の側で発狂している所を目撃する。
ティムの兄マットは、学校で仲間たちと昼間からコカインを吸っていた。
そこへジョンが現れ、ジェイミーを殺したと話す。
冗談だと信じない仲間たちを、ジョンは河原へ連れて行き死体を見せる。
リーダー気取りのレインは、仲間のジョンを助けるために、死体をどうにか隠すことを仲間たちに相談する。
しかし、誰も関わろうとしないため、深夜一人でジェイミーの遺体を川に沈める。
レインとマットは、いつも薬を譲ってくれるフェックの家へ向かい、ジョンを匿ってくれるよう依頼する。
フェックは昔、自分の妻を射殺しダッチワイフと暮らすという変人だが、ジョンがジェイミーを殺したことを知ると、ジョンを受け入れることにする。
ところが翌日、マットは罪の意識から事件を警察に通報し、警察を河原へ案内する。
遺体が発見されると事件が明るみに出て、TVニュースでも報じられる。
クラリッサはレインに気があったが、通報したマットの大人な対応に惹かれるようになり、二人は公園で愛し合う。
その頃ジョンとフェックは、河原でビールを飲みながら話し合うが、愛するがゆえ妻を殺したフェックは、ジョンには殺害の動機が全く無かったことを知ると、ジョンを射殺する。
一方、ティムは通報して仲間を裏切った兄マットに報復するため、友人のモウコとともにフェックの自宅に銃を探しに進入する。
フェックが帰宅すると、隠れていた2人に襲われ、銃を奪われる。
翌日、マットたちは学校をサボリ、遺体のあった河原へ来ていた。
レインは仲間内で一番真面目なマイクが通報したと思い込み、マイクに襲いかかる。
マットが止めに入ると、レインは仲間は皆裏切り者だと失望し、その場から逃げるように走り出すが、ジョンの遺体を発見する。
そこへティムが現れ、兄マットへ銃を向けるが、マットに説得され銃をおろす。
その後、マット達は平然とした表情でジェイミーの葬儀に参加し終幕。

## 登場人物
マット
演 - キアヌ・リーブス
家庭では妹思いの兄だが、学校では仲間たちと薬をやる不良青年。事件を警察に通報したことで、弟ティムに恨まれる。
レイン
演 - クリスピン・グローヴァー
リーダー格で、いつもフェックからコカインを譲ってもらっている。ジェイミーが殺された事には何も感じない反面、殺したジョンを必死に守ろうとする。
クラリッサ
演 - アイオン・スカイ
ジョンを助けようとするレインの考えに疑問をもつ。通報したマットに想いを寄せるようになる。
ジョン
演 - デイヴィッド・ローバック
河原で仲間のジェイミーをレイプしようとするが、うるさいという理由で絞殺し、死体を放置する。変人フェックの家に匿ってもらうが、フェックに撃たれる。
フェック
演 - デニス・ホッパー
20年前に愛妻を殺害し、ダッチワイフと生活する変人。働いておらず、家に引きこもっているが、ペルーに住む姉からコカインを定期的に送ってもらっている。
ティム
演 - ジョシュア・ミラー
マットの弟。きれやすい性格で、兄やレインの不良グループに加わりたいが、幼いからと相手にされない。
マイク
演 - フィリップ・ブロック
レインたちの仲間だが、ハンバーガーショップで真面目に働く、仲間内では一番まともな人間。
マドレーヌ
演 - コンスタンス・フォーシュルンド
ティムの母。母子家庭で子供3人を育てるが、恋人ジムを家に招き入れ、マットの反感を買う。警察に補導されたマットを迎えに行く。
ジム
演 - レオ・ロッシ
マドレーヌの恋人。ニュース沙汰になったマットを挑発し、殴り合いになる。妹をいじめたティムを殴ろうとするマットを必死に制止する優しい面も。

## キャスト
- クリスピン・グローヴァー：レイン
- キアヌ・リーヴス：マット
- アイオン・スカイ：クラリッサ
- ダニエル・ローバック：ジョン
- デニス・ホッパー：フェック
- ジョシュア・ミラー：ティム
- ロクサナ・ゼル：マギー
- ジョシュ・リッチマン：トニー
- フィリップ・ブロック：マイク
- トム・バウアー：ベネット刑事
- コンスタンス・フォーシュルンド：マドレーヌ
- レオ・ロッシ：ジム
- ジム・メッツラー：バークウェイト
- タミー・スミス：キム
- ダニー・ディーツ：ジェイミー

## スタッフ
- 監督：ティム・ハンター
- 脚本：ニール・ヒメネス
- 製作：ミッジ・サンフォード、サラ・ピルスバリー
- 製作総指揮：ジョン・デイリー、デレク・ギブソン
- 音楽：ユルゲン・クニーパー
- 撮影：フレデリック・エルムズ
- プロダクション・デザイン：ジョン・ムトウ
- 衣装：クローディア・ブラウン